# Castles II
Castles II, стилізовано як CÅSTLES II — спільний мініальбом американських реперів Lil Peep і Lil Tracy, продовження мініальбому Castles. Мініальбом було випущено 6 лютого 2017. 2 липня 2021 альбом було перевипущено на стримінгові платформи.

## Трекліст
| #     | Назва                    | Producer(s)                 | Тривалість |
| ----- | ------------------------ | --------------------------- | ---------- |
| 1.    | «never eat, never sleep» | BigHead                     | 2:18       |
| 2.    | «dying out west»         | Charlie Shuffler            | 2:32       |
| 3.    | «witchblades»            | Yung Cortex BigHead         | 2:29       |
| 4.    | «past the castle walls»  | Charlie Shuffler            | 2:49       |
| 5.    | «your favorite dress»    | Lil Tracy Lederrick BigHead | 2:57       |
| 13:06 |                          |                             |            |